# Philip van Almonde

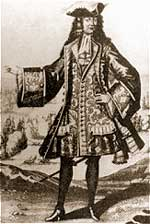
Ett samtida porträtt av Almonde.

Philip (van) Almonde, född 29 december 1644 i Brielle, död 6 januari 1711 i Oegstgeest, var en nederländsk amiral. 

## Biografi
van Almonde deltog i flera av de engelsk-nederländska krigen under 1660- och 1670-talen och utmärkte sig särskilt i sjöslaget vid Solebay 1672 och sjöslaget vid Kykduin 1673. Han deltog som schoutbynacht i den flottexpedition som 1676 avgick till Östersjön för att stödja Danmark mot Sverige i skånska kriget. Hans samarbete med den danske amiralen Niels Juel stördes av vissa oenigheter. Senare fick hans landsman Tromp befälet över den dansk-holländska flottan, under dennes befäl deltog van Almonde i slaget vid Ölands södra udde, vilket slutade med en seger för de allierade.
År 1691 blev van Almonde överbefälhavare för den holländska flottan och avgjorde i maj 1692 segern över fransmännen i slagen vid Barfleur och La Hougue under pfalziska tronföljdskriget. År 1700 förde van Almonde befälet över den holländska flotta, som tillsammans med en engelsk eskader understödde Karl XII:s landstigning på Själland. van Almonde förstörde under spanska tronföljdskriget i förening med den engelske amiralen Rooke den spanska silverflottan i sjöslaget vid Vigo 1702.